# 버강 왕국

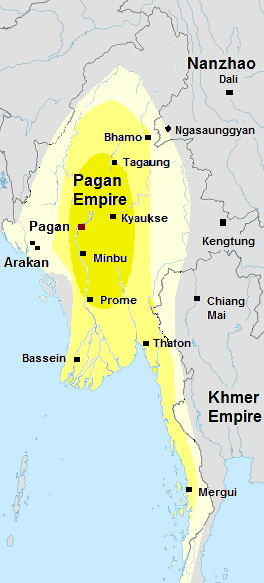
1210년경의 바간 왕국

바간 왕국(버마어: ပုဂံခေတ် 1044년 ~ 1287년)은 버마 최초의 통일 왕조이다.

## 역사
쀼의 멸망으로 티베트버마어계의 다른 민족인 버마족이 이라와디강 유역으로 진출하여 1044년에 바간에서 미얀마 최초의 통일 왕국인 바간 왕조를 세웠다. 바간 왕조를 세운 아노라타는 이라와디강 유역을 중심으로 아라칸 지방에서 하미얀마에 이르는 주변 지역을 정복해 세력을 확대했다. 1057년에는 남부에 있는 타톤으로 완정을 가 몬족 포로를 많이 잡아왔다. 이를 통해 몬족의 문화가 들어왔고, 몬족의 세력을 합쳐 강대해졌다.
제3대 챤지타 왕의 치세까지 반 세기는 종교·문학·미술 등 몬 문화의 영향을 받으면서도 독자적 문화가 차차 형성되어 현재의 미얀마 문화의 요람기라고 말한다. 실론과의 접촉으로 이입된 상좌부 불교는 국가적인 보호를 받아 성하게 되었다.
불사·불탑 등 사원이 많이 건축되었고, 이때 세운 웅장한 불교 사원들은 현재에도 수천 가지가 남아 있는데 대표적으로 아난다 사원이 있다. 그들의 아름다움에 대해서 13세기에 찾아온 마르코 폴로가 ‘가장 아름다운 건축물이 있는 도시’라고 견문기에 기록하고 있다. 이처럼 불교 문화가 화려하게 꽃피었지만, 파간 왕조는 사원 건축에 지나치게 국력을 소비해 쇠퇴하기 시작했다. 또 이 무렵 몬 문자를 기초로 버마 문자가 만들어졌다.
송나라에 대해서는 파간(蒲甘)으로 알려지고 조공을 바쳤으나, 1277년부터 1287년 사이에 네 번에 걸쳐 원나라의 침공을 받아 결국 1299년에 무너졌다.

## 역대 군주
1. 아노우라타(재위: 1044년 ~ 1077년)
2. 소우르(재위: 1077년 ~ 1084년)
3. 챤지타(재위: 1084년 ~ 1113년)
4. 시두(재위: 1113년 ~ 1165년)
5. 에인드신(나라트, 재위: 1165년 ~ 1170년)
6. 나라틴카(재위: 1170년 ~ 1173년)
7. 나라파티시두(재위: 1173년 ~ 1210년)
8. 난다운먀(오우사나, 티로민로, 재위: 1210년 ~ 1234년)
9. 차스와(재위: 1234년 ~ 1250년)
10. 오우사나(재위: 1250년 ~ 1254년)
11. 나라티하파테(재위: 1254년 ~ 1287년)
12. 초스와(재위: 1287년 ~ 1299년)

바간 왕조는 나라티하바테가 원나라에 항복한 1287년에 사실상 멸망했지만, 명실공히 완전한 멸망을 한 것은 그 아들인 초스와가 살해 당한 1299년에 멸망한 설이 있다.